# Trương Quyền
Trương Quyền (1844-1871), còn có tên Trương Huệ hay Trương Tuệ, là một thủ lĩnh trong phong trào kháng Pháp ở nửa sau thế kỷ 19 tại Nam Kỳ, Việt Nam. Ông được người dân suy tôn Bình Tây Nhị lang Nguyên soái.

## Cuộc đời
Trương Quyền sinh tại làng Gia Thuận, huyện Tân Hòa phủ Hòa Thạnh (tách từ phủ Tân An) tỉnh Gia Định nhà Nguyễn; về sau đổi thuộc tỉnh Gò Công (nay thuộc huyện Gò Công Đông, tỉnh Tiền Giang).
Ông là con trai của Bình Tây Đại nguyên soái Trương Định và bà Lê Thị Thưởng. Lúc nhỏ, nhờ ham tập rèn võ nghệ, nên khi vừa lớn lên, Trương Quyền đã tỏ ra là người dũng cảm, có khí chí và tinh thông võ nghệ.
Năm 1859, Trương Định khởi binh chống Pháp. Năm 17 tuổi, Trương Quyền theo cha ra trận.
Ngày 20 tháng 8 năm 1864, Trương Định bị thương rồi tuẫn tiết tại Ao Dinh (Gò Công). Nối chí cha, Trương Quyền dẫn quân đến vùng Đồng Tháp Mười và Tây Ninh (vùng An Cơ cũ) lập chiến khu tiếp tục kháng chiến.
Danh sĩ Nguyễn Thông (1827-1884), người cùng thời viết: 
Con (Trương Định) là Trương Quyền, tuy tuổi còn trẻ, song biết cầm quân, thường được gọi là Nhị Lang quân (cậu Hai). Sau khi Định chết thì Quyền trốn đi...
Ở nơi đó, ông đã liên kết với lực lượng của: Thiên Hộ Dương, Phan Chỉnh , cùng các lực lượng của người: Khmer (do Pôkumpô lãnh đạo), Chăm, Stiêng, Mơ Nông,...cùng tham gia. Nhờ vậy, lực lượng liên quân Việt-Khmer đã tổ chức đánh thắng nhiều trận: Rạch Vịnh , Trà Vang (Tây Ninh), Thuận Kiều (Chợ Lớn), Củ Chi, Hóc Môn, Trảng Bàng, Tân An, Uđông (Oudong, Cam Bốt)...gây được thanh thế lớn.
Nổi bật là trận đồn Tây Ninh ngày 7 tháng 6 năm 1866, giết chết chủ tỉnh S. Larclause, sĩ quan phụ tá Lasage cùng 11 lính. Pháp đưa viện binh từ Sài Gòn lên đánh trả, một cuộc đụng độ lớn đã xảy ra ở rạch Vịnh ngày 14 tháng 6 năm 1866, Thiếu tá Marchaise tử trận.
André Baudrit kể: 
Sau trận đánh (đồn Tây Ninh) 9 giờ, có lần quân Pháp liều ra lấy xác, Viên quan ba Pi-nô kéo quân qua cầu, vừa qua khỏi cầu, thoáng thấy bó nghĩa quân núp sau cây thì đâm hoảng, xô nhau chạy về đồn, chỉ mang được xác Lasage, vì xác này nằm ngay đầu cầu..
Paulin Vial viết: 
Tin tức về sự thiệt hại nặng nề của ta trong trận Rạch Vịnh đã lan tràn trong nhân dân như một ngọn lửa thuốc súng; các lãnh tụ khởi nghĩa phái người đi cổ vũ các nơi, cả trong hàng ngũ chúng ta, cả trong thành phố Sài Gòn và họ đang tìm cách tấn công ta ngay tại phủ của ta.
Lúc này, liên quân Việt-Khmer đã kiểm soát được một vùng rộng lớn giữa hai con sông Vàm Cỏ Đông và Vàm Cỏ Tây, từ Xvây-riêng (Campuchia) đến Trảng Bàng (Tây Ninh). Lo ngại, thực dân Pháp bèn huy động một lực lượng lớn, liên tiếp mở nhiều cuộc hành quân càn quét vào căn cứ Tây Ninh. Đồng thời, họ còn cho phong tỏa các nguồn tiếp tế, khiến đời sống của nghĩa quân gặp vô vàn khó khăn.
Ngày 2 tháng 7 năm 1866, quân Pháp tổ chức tấn công căn cứ Trà Vong. Để tiêu diệt bằng được đối phương, Pháp tăng viện binh tấn công lớn vào rạch Vịnh lần nữa. Liên quân tổn thất nặng phải rời căn cứ .
Cuối tháng 7 năm 1866, Pôkumpô đưa quân về Campuchia chiến đấu (sau trong một trận kịch chiến, vị thủ lĩnh này đã bị thương, bị bắt và bị bêu đầu ngày 3 tháng 12 năm 1867).
Cuối tháng 6 năm 1867, thực dân Pháp chiếm xong ba tỉnh miền Tây Nam Kỳ, phong trào kháng chiến ở nhiều nơi đã bị đối phương dập tắt hay làm cho suy yếu, nên quân Trương Quyền vừa thiếu thốn nhiều mặt vừa lâm cảnh thế cô. Vì thế, ông phải đưa quân rút vào rừng sâu ở Suối Giây, một nơi nghèo nàn, dân thưa, lúa ít ở phía bắc rừng Tây Ninh.
Ngày 28 tháng 7 năm 1867, quân Pháp bất ngờ mở cuộc tấn công vào Suối Giây. Nghĩa quân kháng cự quyết liệt, nhưng trước vũ khí mạnh của đối phương, Trương Quyền đành phải chia lính ra từng toán nhỏ, vừa đánh vừa rút lui, định về phối hợp với anh em Phan Tôn, Phan Liêm đang dấy quân kháng Pháp mạnh mẽ ở Bến Tre, Trà Vinh và Sóc Trăng...
Về nguyên nhân mất và năm mất của ông, các sách chép rất khác nhau:
- Trương Quyền bị bệnh sốt rét nặng, qua đời khi mới 22 tuổi (tức năm 1866. Theo website tỉnh Quảng Ngãi  Lưu trữ ngày 16 tháng 12 năm 2009 tại Wayback Machine).
- Năm 1867, trong một trận bị giặc phục kích, Trương Quyền đã hy sinh. (Từ điển bách khoa toàn thư Việt Nam, bản điện tử).
- Năm 1870, không thể nào vây bắt được Trương Quyền, bộ chỉ huy Pháp phải thuê người ám sát (Lịch sử Việt Nam [1858 - cuối XIX], quyển 3, tập 1, phần 1, tr. 81). Tuy nhiên, sách Hỏi đáp lịch sử (tập 4, tr. 133) lại ghi ông mất vì bệnh tại Cẩm Giang vào năm đó.
- Năm 1871, Đến khi nghĩa quân tan rã vì thiếu vũ khí, lương thực, thuốc men; Trương Quyền về rừng Bến Kéo (nay thuộc xã Long Thành Nam, huyện Hòa Thành, tỉnh Tây Ninh) lập trại dưỡng bệnh và mất năm (Lịch sử địa phương tỉnh Tây Ninh, tr. 11)[11].

## Ghi công
GS. Trần Văn Giàu viết: 
Nhà lãnh đạo trẻ tuổi Trương Quyền xứng đáng với cha, xứng đáng với dân tộc. Ông đã vượt qua bao thành kiến cũ kỹ để bắt tay với các dân tộc láng giềng, không nề phơi thây trên chiến trường...
Hiện nay tại Thành phố Hồ Chí Minh, ở Phường Võ Thị Sáu, Quận 3 có con đường mang tên ông, giao với hai đường là Điện Biên Phủ và Võ Thị Sáu. Tại Đà Nẵng, ở phường Mân Thái, quận Sơn Trà có con đường nhỏ dài khoảng 370m mang tên Trương Quyền. Tại tỉnh Đồng Nai, ở phường Tân Mai, thành phố Biên Hòa cũng có đường Trương Quyền. Tại tỉnh Tiền Giang, ở Phường 5, thành phố Gò Công cũng có đường Trương Quyền đi ngang qua Trung tâm Văn hóa - Thể thao Phường 5.